# پورتیتووتسی
پورتیتووتسی (به بلغاری: Portitovtsi) یک منطقهٔ مسکونی در بلغارستان است که در شهرستان بویچینوفتسی واقع شده‌است.